# Ferrari Typ 055
Ferrari Typ 055 ist die Bezeichnung eines Rennmotors des italienischen Herstellers Ferrari, den das Team in der Formel 1 in der Saison 2005 einsetzte. Der V10-Motor wurde unter Motorenchef Paolo Martinelli entwickelt.

## Entwicklung
Bei dem Typ 055 handelt es sich um eine Weiterentwicklung des Vorgängers Typ 053. Die zur Saison 2004 eingeführten Motorenregeln wurden für die Saison 2005 noch einmal verschärft. Von nun an musste ein Motor zwei gesamte Rennwochenenden durchhalten. Ein unerlaubter Motorwechsel hätte eine Grid-Strafe von 10 Plätzen zur Folge gehabt. Daher lag Ferraris Augenmerk bei der Entwicklung des Typs 055 wie bereits im Vorjahr auf Lebensdauer und Zuverlässigkeit. Um dieses Ziel zu erreichen, wurden viele Teile neu entwickelt, einige konnten aus dem Vorgänger übernommen werden. Obwohl der Motor standfest war, stieg das Gewicht nur unwesentlich.
Das Motor-Management stammte wie bisher von Magneti Marelli. Shell lieferte neuen Treibstoff und Schmierstoffe, die sich positiv auf die Zuverlässigkeit ausüben sollten.
Über die Saison hinweg gab es die üblichen Ausbaustufen.
Der Typ 055 war Ferraris letzter Motor mit 10 Zylindern. Ab der Saison 2006 setzte die Formel 1 auf V8-Motoren mit 2,4 Litern Hubraum.

## Verwendung
Der Typ 055 wurde nur in der Saison 2005 und nur von Ferrari beim F2005 und Sauber beim Sauber C24 verwendet. Sauber nutzte für den Motor jedoch den Namen PETRONAS 05A.

## Technische Daten
| Datenbezeichnung   | Beschreibung               |
| ------------------ | -------------------------- |
| Gewicht            | ca. 90 kg                  |
| Zylinder           | V10                        |
| Zylinderbankwinkel | 90°                        |
| Ventile            | 4 pro Zylinder             |
| Hubraum            | 3,0 Liter                  |
| Drehzahl           | max. 19.000/min            |
| Auspuff            | zwei Austrittsrohre        |
| Leistung           | ~ 662 kW (900 PS)          |
| Einbaulage         | Mittelmotor, hinten, längs |